# Mısmıl Çayı
Il fiume di Mısmıl (Mısmıl Çayı) è un corso d'acqua turco tagliato dalla diga di 4 Eylül. Questo fiume confluisce col fiume Kızılırmak a Sivas, a meno di 15 km a valle della diga.